# Israel Tordoya
Israel Tordoya Isidro (Lima, 21 de febrero de 1980) es un exfutbolista peruano. Jugaba de volante de contención. Tiene 45 años.

## Clubes
| Club                         | País | Año       |
| ---------------------------- | ---- | --------- |
| Atlético Grau                | Perú | 2002      |
| Independiente (Aguas Verdes) | Perú | 2004      |
| Atlético Grau                | Perú | 2005      |
| Atlético Torino              | Perú | 2007-2008 |
| Alianza Atlético             | Perú | 2009      |
| Sporting Cristal             | Perú | 2010      |
| Alianza Atlético             | Perú | 2010      |
| Inti Gas                     | Perú | 2011      |
| Cobresol FBC                 | Perú | 2012      |
| Alfonso Ugarte (Puno)        | Perú | 2013      |
| Sport Victoria               | Perú | 2014      |